# Zenon, Aventuri în secolul 21
Zenon, Aventuri în secolul 21 este un film original Disney Channel din 1999, rolul principal fiind luat de Kirsten Storms. A fost regizat de Kenneth Johnson și este bazat pe cartea cu același nume scrisă de Roger Bollen și Marilyn Sadler.
Zenon a fost numit după elementul chimic xenon, care înseamnă "străin" în Greacă.

## Rezumat
Zenon Kar, o fată neascultătoare de 13 ani, trăiește cu familia ei într-o navetă spațială pe orbita Pământului în anul 2049. După ce a avut probleme cu Edward Plank, comandantul navei spațiale, Zenon este pedepsită prin a fi trimisă pe planeta pământ. După câteva săptămâni pe Pământ, Zenon primește o veste că nava ei spațială are probleme. Zenon trebuie să găsească o cale să se întoarcă pe nava spațială, sperând că își va salva famila sa, prietenii ei și casa ei.

## Actori
- Kirsten Storms ca Zenon Kar
- Raven-Symoné ca Nebula Wade
- Stuart Pankin ca Comandantul Edward Plank
- Holly Fulger ca Mătușa Judy Kling
- Frederick Coffin ca Parker Wyndham
- Bob Bancroft ca Mr. Lutz
- Greg Thirloway ca Mark Kar
- Phillip Rhys ca Proto Zoa/Microbe
- Gwynyth Walsh ca Astrid Kar
- Lauren Maltby ca Margie Hammond
- Danielle Fraser ca Lynx
- Brenden Richard Jefferson ca Andrew
- Blair Slater ca Aquillat
- Zach Lipovsky ca Matt
- Neil Denis ca Leo
- Gregory Smith ca Greg
- Kea Wong ca Gemma

## Continuări
- Zenon și extratereștri (2001)
- Zenon: Z3 (2004)